# Casa al carrer de Colom, 5 (Agullana)
La casa al Carrer de Colom, 5 és un edifici al nucli urbà de la població d'Agullana (Alt Empordà) catalogat a l'Inventari del Patrimoni Arquitectònic de Catalunya.
L'edifici és a la banda de llevant del terme, formant cantonada entre el Carrer de Colom i el de l'Albera. La construcció està arrebossada i pintada de color grana. Edifici cantoner amb jardí de planta rectangular, amb la coberta de teula de dues vessants i distribuït en planta baixa i dos pisos. Totes les obertures de l'edifici són rectangulars, amb els emmarcaments arrebossats en relleu. Els dels pisos presenten decoracions florals i vegetals gravades en els mateixos emmarcaments. A la planta baixa, el portal d'accés a l'interior presenta l'emmarcament bastit en carreus de pedra ben desbastats. Al primer pis hi ha tres finestrals amb sortida a tres balcons exempts, amb les llosanes motllurades i baranes de ferro treballat. Una cornisa horitzontal amb el mateix tipus de decoració que l'emmarcament de les obertures marca les línies divisòries entre els diferents nivells. Alhora, la façana principal està emmarcada lateralment amb la mateixa decoració.